# Parque Fluvial del Arga

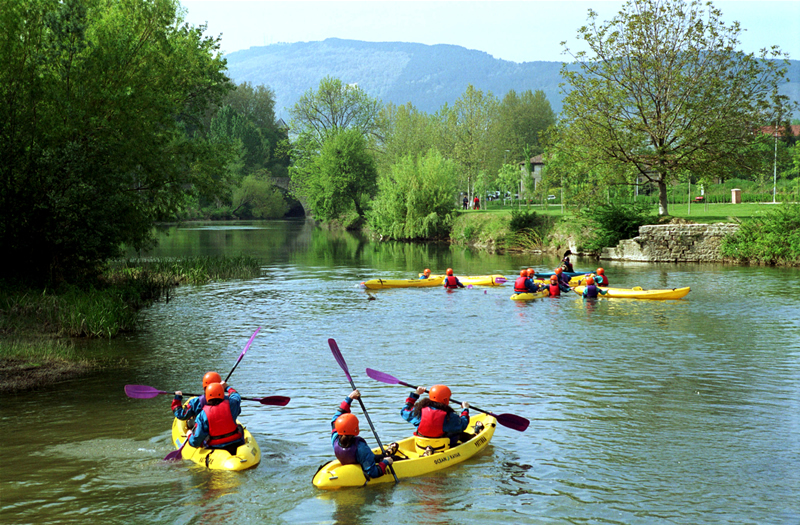
El río Arga en un punto de su recorrido por Pamplona

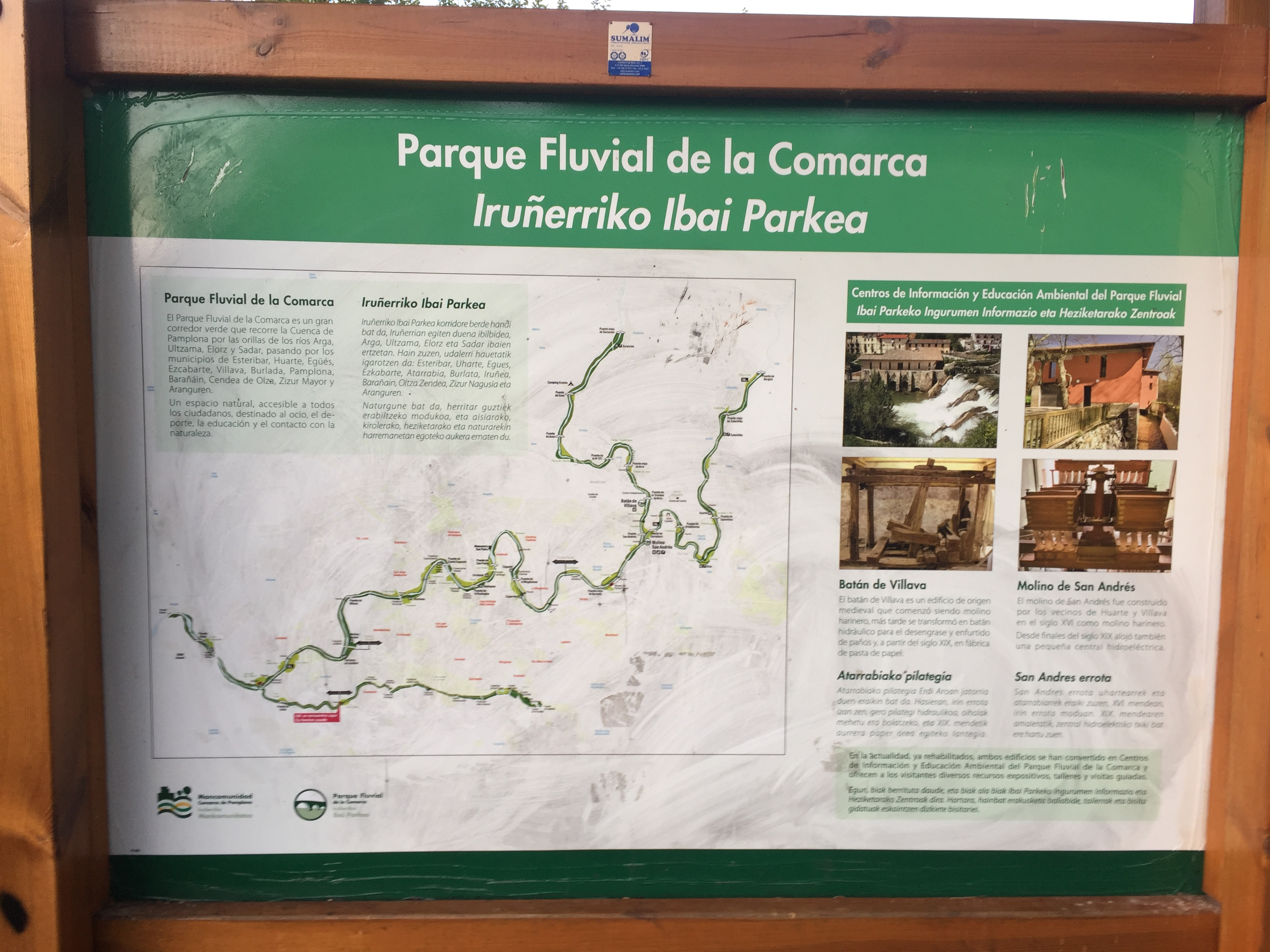
Cartel con el trazado del parque en 2019

El Parque Fluvial de la Comarca de Pamplona o Parque Fluvial del Arga, es un corredor verde que sirve de refugio a la vida natural, protege el entorno fluvial del Arga de la presión del medio urbano, mejora la percepción paisajística de la Comarca y ofrece una importante vía de comunicación para su uso a pie o en bicicleta. 

## Su trazado
Está situado en una parte del recorrido de los ríos Arga, Ulzama, Elorz y Sadar, que fluyen por el Área Metropolitana de Pamplona, Comunidad Foral de Navarra, España. El paseo fluvial del parque actualmente tiene tres recorridos: 
- el principal, el paseo del Arga desde la localidad de Irotz hasta Ibero;
- el paseo del Ulzama, desde Sorauren hasta su desembocadura en el Arga en Villava;
- y el paseo del Elorz-Sadar, que va desde Mutilva, hasta el propio paseo del Arga a su paso por Barañáin.[1]

## Origen y desarrollo
El 12 de enero de 2000, los ayuntamientos de  Burlada, Villava, Huarte, Zizur Mayor, Barañáin, Egüés, Ezcabarte, Esteríbar (por cuyos términos municipales discurre el río Arga), con el Gobierno de Navarra y la sociedad pública NILSA, constituyeron el Consorcio del Parque Fluvial de la Comarca de Pamplona, de este modo se sentaron las bases para la rehabilitación de las orillas del Arga y de sus afluentes en el ámbito de la comarca de Pamplona: los ríos Ulzama, Sadar y Elorz.
En 2006, al objeto de afrontar de un modo integral y coordinado el ciclo integral del agua, el Consorcio pasó la gestión del parque fluvial a la Mancomunidad de la Comarca del Pamplona, que es quien desde el año 2007  ese momento gestiona el mantenimiento y ampliación del parque.
En 2014 el recorrido principal terminaba en el Señorío de Eulza, en el término municipal de Barañáin, hasta que se construyó el nuevo paseo hasta Arazuri. Desde entonces se han previsto varias ampliaciones en los recorridos del parque.  
En 2021, el recorrido correspondiente al río Arga se amplió 5 kilómetros, con la incorporación de dos nuevas pasarelas, desde Arazuri hasta la localidad de Ibero, pasando por Ororbia. En el futuro está previsto que este recorrido llegue a alcanzar tanto Etxauri como Ciriza. 
Desde ese mismo año, se está ampliando el paseo fluvial a lo largo del río Elorz, hasta la desembocadura del Sadar, y desde allí, aguas arriba, pasando por el campus de la Universidad de Navarra, hasta el de la Universidad Pública de Navarra.